# Ghiacciaio Merrick
Il ghiacciaio Merrick è un ghiacciaio lungo circa 17 km situato nella regione meridionale della Terra di Oates, nell'Antartide orientale. Il ghiacciaio, il cui punto più alto si trova a circa 1000 m s.l.m., si trova sulla costa di Hillary e ha origine dal versante meridionale della regione orientale della dorsale Britannia, da cui fluisce verso sud-sud-ovest, scorrendo lungo il lato nord-occidentale della scogliera Horney, fino a unire il proprio flusso a quello del ghiacciaio Byrd.

## Storia
Il ghiacciaio Merrick è stato mappato da membri dello United States Geological Survey (USGS) grazie a fotografie aeree scattate dalla marina militare statunitense (USN) nel periodo 1960-62, e così battezzato dal Comitato consultivo dei nomi antartici in onore della USS Merrick, una nave cargo utilizzata durante l'operazione Highjump, condotta dalla marina statunitense nel 1946-47.